# Frank Bridge
Frank Bridge, född 26 februari 1879 i Brighton, East Sussex, död 10 januari 1941 i Eastbourne, East Sussex, var en brittisk kompositör och altviolinist.
Bridge studerade vid Royal College of Music i London 1899–1903 med bland andra Charles Villiers Stanford som lärare. Han spelade viola i English String Quartet och andra stråkkvartetter. Dessutom var han dirigent, ibland som ersättare för Henry Wood. Men så småningom kom han att helt ägna sig åt komponerande. Han hade många privatelever, den mest berömda var Benjamin Britten, som senare hyllade honom med Variations on a Theme of Frank Bridge (1937).

## Musik
Bland Bridge verk märks orkesterstycket The Sea (1911), Oration (1930) för cello och orkester och operan The Christmas Rose (urpremiär 1932), men han är idag kanske mest uppskattad för sin kammarmusik. Hans tidiga verk är skrivna i en senromantisk stil, men senare stycken som till exempel tredje (1926) och fjärde (1937) stråkkvartetterna är harmoniskt avancerade och visar på influenser av Andra Wienskolan. Hans verk uppvisar också påverkan av Maurice Ravel och framför allt Aleksandr Skrjabin.
Ett av hans mest kända verk är ett stycke för violin som heter Moto perpetuo (skrivet 1900, reviderat 1911). Andra verk som ofta framförs är Adagio i E-dur för orgel, Rosemary för piano och den mästerliga cellosonaten i d-moll (1913–1917).

## Verkförteckning
Lista över verk av Frank Bridge ordnad enligt Hindmarsh katalognummer (H.).
| Genre       | H.   | Datum                  | Titel | Kommentar |
| ----------- | ---- | ---------------------- | --- | --- |
| Kammarmusik | 1    | 1900                   | Pianotrio nr 1 i d-moll | för violin, cello och piano |
| Kammarmusik | 2    | 1900                   | Romance: Une lamentatione d'amour                                                                                              | för violin och piano |
| Kammarmusik | 3    | 1900                   | Stråkkvartett i B♭-dur | för 2 violiner, viola och cello |
| Kammarmusik | 4    | 1900                   | 3 Dances 1. Adagio ben sostenuto e con tristezza (d-moll) 2. Allegretto (D-dur) 3. Moto perpetuo (d-moll)                      | för violin eller cello och piano; reviderad 1911 |
| Sång        | 5    | 1901                   | Sonnet: When Most I Wink | för röst och piano; text: Sonnet 43 av William Shakespeare |
| Kammarmusik | 6    | 1901                   | Scherzo Phantastick | för 2 violiner, viola och cello |
| Kammarmusik | 7    | 1901                   | Stråkkvintett i e-moll | för 2 violiner, 2 viola och cello |
| Kammarmusik | 8    | 1901                   | Berceuse i B♭-dur | för violin eller cello och piano |
| Konsert     | 8    | 1901                   | Berceuse in B♭-dur | för violin och stråkorkester; originalet för violin eller cello och piano |
| Orkester    | 8    | 1901                   | Berceuse in B♭-dur | version för liten orkester; originalet för violin eller cello och piano |
| Piano       | 8    | 1901                   | Berceuse in B♭-dur | version för piano publicerad 1929; originalet för violin eller cello och piano                                                                                                   |
| Sång        | 9    | 1901                   | Berceuse | för sopran och orkester; text av Dorothy Wordsworth |
| Orkester    | 10   | 1901                   | Coronation March | för orkester |
| Orgel       | 11   | c.1901                 | Adagio ma non troppo i g-moll                                                                                                  | |
| Sång        | 12   | c.1901                 | If I Could Choose | för röst och piano; text av Thomas Ashe |
| Sång        | 13   | c.1901                 | The Primrose | för röst och piano; text av James Merrick |
| Sång        | 14   | 1902                   | The Hag | för baryton och orkester; text av James Merrick |
| Kammarmusik | 15   | 1902                   | Pianokvartett i c-moll | för violin, viola, cello och piano |
| Piano       | 16   | 1902                   | Pensées fugitives I i f-moll                                                                                                   | endast den första av de planerade Pensées fugitives fullbordades |
| Orkester    | 17   | 1902                   | Valse Intermezzo à cordes i e-moll                                                                                             | för stråkorkester |
| Orkester    | 18   | 1901–02                | Trois Morceaux d'orchestre 1. Chant de tristesse 2. Chant d'espérance 3. Chant de gaieté                                       | för liten orkester; "3 Pieces for Orchestra" |
| Kammarmusik | 19   | c.1902                 | Scherzetto | för cello och piano (eller orkester) |
| Kammarmusik | 19a  | c.1902                 | Scherzo | för cello och piano; reviderad version av H.19 |
| Piano       | 20   | 1902                   | Scherzettino i g-moll | |
| Sång        | 21   | 1903                   | A Dirge | för röst i mellanregistret och piano; text av Percy Bysshe Shelley |
| Kammarmusik | 22   | 1903                   | Con moto | för violin och piano |
| Kammarmusik | 23   | 1903                   | Serenade | för violin eller cello och piano |
| Orkester    | 23   | 1903                   | Serenade | version för orkester; originalet för violin eller cello och piano |
| Piano       | 23   | 1903                   | Serenade | version för piano; originalet för violin eller cello och piano |
| Kör         | 24   | 1903                   | Autumn | för blandad kör a cappella; text av Percy Bysshe Shelley |
| Sång        | 25   | 1903                   | The Devon Maid | för röst i mellanregistret och piano; text av John Keats |
| Sång        | 26   | 1903                   | Rising When the Dawn Still Faint Is                                                                                            | för röst och piano; text av Heinrich Heine |
| Sång        | 26a  | 1903                   | Dawn and Evening | för röst och piano eller orkester; text av Heinrich Heine |
| Sång        | 27   | 1903                   | 2 Songs after Heine 1. Where E'er My Bitter Teardrops Fall 2. E'en as a Lovely Flower                                          | för tenor och piano 2. även för tenor och liten orkester |
| Sång        | 28   | c.1903                 | The Mountain Voice | ofullbordad; för röst och piano; text av Heinrich Heine |
| Piano       | 29   | 1903                   | Moderato i e-moll | |
| Orkester    | 30   | 1903                   | Mid of the Night | Symfonisk dikt |
| Sång        | 31   | 1903                   | Music When Soft Voices Die | för hög röst och piano; text av Percy Bysshe Shelley |
| Kammarmusik | 32   | 1903                   | Tempo di Mazurka | för cello och piano |
| Sång        | 33   | 1903                   | Blow, Blow Thou Winter Wind | för röst i mellanregistret och piano; text av William Shakespeare |
| Sång        | 34   | 1903                   | Go Not, Happy Day | för röst och piano; text av Lord Tennyson |
| Sång        | 35   | c.1903                 | 2 Recitations 1. The Lovers' Quarrell 2. The Maniac                                                                            | för speaker och piano 1. text av Robert Browning 2. text av Matthew Lewis |
| Sång        | 36   | 1904                   | Night Lies on the Silent Highways                                                                                              | för röst i mellanregistret och piano; text av Heinrich Heine |
| Kör         | 37   | 1904                   | Music When Soft Voices Die | för blandad kör a cappella; text av Percy Bysshe Shelley |
| Sång        | 38   | 1904                   | A Dead Violet | för röst i mellanregistret och piano; text av Percy Bysshe Shelley |
| Kammarmusik | 39   | 1904                   | Sonata i Ess-dur | för violin och piano |
| Sång        | 40   | 1904                   | 2 Songs 1. Fall Now Cold My Thoughts 2. Fly Home My Thoughts                                                                   | för röst och orkester |
| Sång        | 41   | c.1904                 | Harebell and Pansy | för röst och orkester; ofullbordad |
| Sång        | 42   | 1904                   | Song Cycle 1. Love 2. Life 3. Death                                                                                            | för röst och piano 3. ofullbordad |
| Kammarmusik | 43   | 1904                   | 3 Pieces | för 2 violiner, viola och cello |
| Kammarmusik | 44   | 1904                   | 3 Novelletten | för 2 violiner, viola och cello |
| Kammarmusik | 45   | 1904                   | Romanze | för violin och piano |
| Sång        | 46   | c.1904                 | Cradle Song | för röst och piano; text av Lord Tennyson |
| Kammarmusik | 47   | 1904                   | Élégie | för cello och piano |
| Kammarmusik | 48   | 1904                   | Souvenir | för violin och piano |
| Kammarmusik | 49   | 1904–05                | Pianokvintett i d–moll | för 2 violiner, viola, cello och piano; originalversion i 4 satser |
| Kammarmusik | 49a  | 1904–05 1912           | Pianokvintett i d-moll | för 2 violiner, viola, cello och piano; reviderad version i 3 satser |
| Sång        | 50   | 1905                   | Lean Close Thy Cheek against My Cheek                                                                                          | för röst och piano; text av Heinrich Heine |
| Sång        | 51   | 1905                   | Fair Daffodils | för röst och piano; text av James Merrick |
| Piano       | 52   | 1905                   | Capriccio No. 1 i a-moll | |
| Kammarmusik | 53   | 1905                   | 2 Pieces 1. Pensiero (f-moll) 2. Allegretto (A-dur)                                                                            | för viola och piano 2. ofullbordad; Codan fullbordades av Paul Hindmarsh 1980.                                                                                                   |
| Piano       | 54   | 1905                   | 2 Solos for Piano 1. A Sea Idyll (E-dur) 2. Capriccio No. 2 (fiss-moll)                                                        | |
| Kammarmusik | 55   | 1905                   | Phantasie String Quartet i f-moll                                                                                              | för 2 violiner, viola och cello; |
| Orgel       | 56   | 1905                   | First Book of Organ Pieces 1. Allegretto grazioso (A-dur) 2. Allegro comodo (B♭-dur) 3. Allegro marziale e ben marcato (D-dur) | |
| Sång        | 57   | 1905                   | Adoration | för röst i mellanregistret och piano eller orkester; text av John Keats |
| Piano       | 58   | 1905                   | Étude Rhapsodique i a-moll | |
| Kammarmusik | 59   | 1905                   | Amaryllis i D-dur | för violin och piano |
| Kammarmusik | 60   | 1905                   | Norse Legend i g-moll | för violin och piano |
| Piano       | 60   | 1905                   | Norse Legend i g-moll | version för piano; originalet för violin och piano |
| Orkester    | 60   | 1905/1938              | Norse Legend i g-moll | version för liten orkester; originalet för violin och piano |
| Sång        | 61   | 1905                   | So Perverse | för röst i mellanregistret och piano; text av Robert Bridges |
| Sång        | 62   | 1905                   | Tears, Idle Tears | för röst i mellanregistret och piano; text av Lord Tennyson |
| Orgel       | 63   | 1905                   | 3 Pieces for Organ 1. Andante moderato (c-moll) 2. Adagio (E-dur) 3. Allegro con spirito (B♭-dur)                              | |
| Kammarmusik | 64   | c.1905                 | 3 Pieces for String Quartet | för 2 violiner, viola och cello |
| Sång        | 65   | 1905–06                | 2 Songs of Robert Bridges 1. I Praise the Tender Flower 2. Thou Didst Delight My Eyes                                          | för baryton och orkester; text av Robert Bridges |
| Piano       | 66   | 1906                   | Dramatic Fantasia | |
| Kammarmusik | 67   | 1906                   | 3 Idylls | för 2 violiner, viola och cello; sats 2 använd som tema i Variations on a Theme of Frank Bridge av Benjamin Britten                                                              |
| Piano       | 68   | 1906                   | 3 Sketches 1. April 2. Rosemary 3. Valse Capricieuse                                                                           | |
| Orkester    | 68b  | 1906/1936              | Rosemary | orkestrering nr 2 av 3 Sketches för piano, H.68 |
| Sång        | 69   | 1906                   | The Violets Blue | för röst och piano eller stråkkvartett; text av Heinrich Heine |
| Kammarmusik | 70   | 1906                   | Stråkkvartett nr 1 i e-moll | för 2 violiner, viola och cello |
| Sång        | 71   | 1906                   | Come to Me in My Dreams | för röst och piano; text av Matthew Arnold |
| Sång        | 72   | 1906                   | My Pent Up Tears Oppress My Brain                                                                                              | för röst och piano |
| Orkester    | 73   | c.1906                 | Dramatic Overture | |
| Kammarmusik | 74   | 1906                   | The Rag | för 2 violiner, viola och cello |
| Kammarmusik | 75   | c.1904–06              | Valse Fernholt | för stråkar (violin, viola och cello) och piano |
| Sång        | 76   | 1906–07                | 3 Songs 1. Far, Far from Each Other 2. Where Is It That Our Soul Doth Go? 3. Music When Soft Voices Die                        | för röst i mellanregistret, viola obbligato och piano 1. text av Matthew Arnold 2. text av Heinrich Heine 3. text av Percy Bysshe Shelley                                        |
| Sång        | 77   | 1907                   | All Things That We Clasp | för röst och piano; text av Heinrich Heine |
| Orkester    | 78   | 1907                   | Isabella | Symfonisk dikt efter John Keats |
| Kammarmusik | 79   | 1907                   | Phantasie Piano Trio | för violin, cello och piano; |
| Kammarmusik | 80   | 1907                   | Gondoliera i e-moll | för violin och piano |
| Sång        | 81   | 1907                   | Love Is a Rose | för röst och piano; text av Leah Durand |
| Kammarmusik | 82   | c.1907–08              | Allegro appassionato i h-moll                                                                                                  | för viola och piano |
| Kammarmusik | 83   | c.1907–08              | Morceau characteristique | för violin och piano |
| Orkester    | 84   | 1908                   | Dance Rhapsody | |
| Sång        | 85   | 1908                   | Dear, When I Look into Thine Eyes                                                                                              | för röst och piano; text av Heinrich Heine |
| Kammarmusik | 86   | 1908                   | An Irish Melody | för 2 violiner, viola och cello; sats I från Suite on Londonderry Air för stråkkvartett, komponerad i samarbete med Hamilton Harty, John David Davis, Eric Coates och York Bowen |
| Orkester    | 86a  | 1908/1938              | An Irish Melody | originalet för stråkkvartett; baserad på Londonderry Air |
| Kammarmusik | 87   | c.1908                 | 3 Miniatures for Piano Trio, Set 1 1. Minuet 2. Gavotte 3. Allegretto con moto                                                 | för violin, cello och piano |
| Kammarmusik | 88   | c.1908                 | 3 Miniatures for Piano Trio, Set 2 1. Romance 2. Intermezzo 3. Salterello                                                      | för violin, cello och piano |
| Kammarmusik | 89   | c.1908                 | 3 Miniatures for Piano Trio, Set 3 1. Valse Russe 2. Hornpipe 3. March Militaire                                               | för violin, cello och piano |
| Piano       | 90   | c.1906–08              | ? | verk "utan titel" |
| Kör         | 91   | 1909                   | Hilli-Ho! Hilli-Ho! | för blandad kör a cappella; text av Thomas Moore |
| Kör         | 92   | 1909                   | O Weary Hearts | för blandad kör a cappella; text av Henry Wadsworth Longfellow |
| Orkester    | 93   | 1909–10                | Suite 1. Prelude 2. Intermezzo 3. Nocturne 4. Finale                                                                           | för stråkorkester |
| Kammarmusik | 94   | 1910                   | Phantasie Piano Quartet i fiss-moll                                                                                            | för violin, viola, cello och piano |
| Scenmusik   | 95   | 1910                   | The Two Hunchbacks: 5 Entr'actes                                                                                               | skådespelsmusik till pjäsen Émile Cammaerts |
| Kammarmusik | 96   | 1910                   | Cradle Song i F dur | för violin eller cello och piano |
| Orkester    | 97   | 1911                   | Coronation March | |
| Scenmusik   | 98   | 1911                   | The Pageant of London | för militärorkester och manskör; skådespelsmusik till Festival of Empire |
| Kammarmusik | 99   | 1911                   | Mélodie i ciss-moll | för cello eller violin och piano |
| Orkester    | 100  | 1910–11                | The Sea 1. Seascape 2. Sea Foam 3. Moonlight 4. Storm                                                                          | Svit för orkester |
| Kammarmusik | 101  | 1911–12                | 2 Pieces 1. Caprice (D dur) 2. Lament (c-moll)                                                                                 | för 2 viola 1. manuskriptet förlorat |
| Sång        | 102  | 1912                   | Isobel | för röst och piano; text av Digby Goddard-Fenwick |
| Sång        | 103  | c.1912                 | Easter Hymn (Ein frölicher Gesang)                                                                                             | för röst och piano; arrangemang av en tysk psalm från 1600-talet |
| Kör         | 103  | c.1912                 | Easter Hymn (Ein frölicher Gesang)                                                                                             | för blandad kör; originalet för röst och piano |
| Kammarmusik | 104  | c.1912                 | 4 Short Pieces 1. Meditation (C dur) 2. Spring Song (G dur) 3. Lullaby (D dur) 4. Country Dance (B♭-dur)                       | för violin eller cello och piano |
| Sång        | 105  | c.1912                 | O That It Were So | för röst och piano eller orkester; text av Walter Savage Landor |
| Orgel       | 106  | c.1901 1912 c.1901     | Second Book of Organ Pieces 1. Andante con moto (Dess-dur) 2. Andantino (f-moll) 3. Allegro ben moderato (h-moll)              | ursprungligen publicerad i The Organ Loft, Books 100 (december 1913), 103 (mars 1914), och 105 (maj 1914)                                                                        |
| Kammarmusik | 107  | 1906–12                | Stråksextett i Ess-dur | för 2 violiner, 2 viola och 2 cellos |
| Piano       | 108  | 1901/1912 1912 1912    | 3 Pieces 1. Columbine 2. Minuet 3. Romance                                                                                     | |
| Sång        | 109  | 1913                   | Strew No More Red Roses | för röst och piano; text av Matthew Arnold |
| Kör         | 110  | 1913                   | The Bee | för blandad kör a cappella |
| Orkester    | 111  | 1913                   | Dance Poem | |
| Piano       | 112  | 1913–14 1913 1914 1914 | 4 Characteristic Pieces 1. Solitude 2. Ecstacy 3. Sunset 4. Arabesque                                                          | |
| Sång        | 113  | 1914                   | Where She Lies Asleep | för röst och piano eller orkester; text av Mary Elizabeth Coleridge |
| Sång        | 114  | 1914                   | Love Went A-Riding | för röst och piano eller orkester; text av Mary Elizabeth Coleridge |
| Kammarmusik | 115  | 1914–15                | Stråkkvartett nr 2 i g-moll | för 2 violiner, viola och cello |
| Orkester    | 116  | 1914–15                | Summer | Symfonisk dikt |
| Orkester    | 117  | 1915                   | Lament (In Memory of the Victims of the Sinking of the Lusitania)                                                              | för stråkorkester; även i version för piano |
| Orkester    | 118  | 1915                   | 2 Poems after Richard Jefferies 1. Andante moderato e semplice 2. Allegro con brio                                             | |
| Kammarmusik | 119  | 1916                   | 2 Old English Songs 1. Sally in Our Alley 2. Cherry Ripe                                                                       | för 2 violiner, viola och cello |
| Orkester    | 119  | 1916                   | 2 Old English Songs 1. Sally in Our Alley 2. Cherry Ripe                                                                       | för stråkorkester; originalet för 2 violiner, viola och cello |
| Piano       | 119  | 1916                   | 2 Old English Songs 1. Sally in Our Alley 2. Cherry Ripe                                                                       | för piano 4-händigt; originalet för 2 violiner, viola och cello |
| Kör         | 120  | 1916                   | Lullaby | för damkör och piano eller stråkorkester; text av Veronica Mason |
| Kör         | 121  | 1916                   | The Graceful Swaying Wattle | för tvåstämmig kör och piano eller stråkorkester; text av Veronica Mason |
| Kör         | 122  | 1916                   | For God och King och Right | för unison kör och piano eller orkester; text av Veronica Mason |
| Kör         | 123  | 1916                   | Peter Piper | för kör av 3 lika röster a cappella; traditionell text |
| Kör         | 124  | 1917                   | Thy Hand in Mine | för röst och piano eller orkester; text av Mary Elizabeth Coleridge |
| Kammarmusik | 125  | 1913–17                | Sonata i d-moll | för cello och piano |
| Piano       | 126  | 1917                   | 4 Characteristic Pieces 1. Water Nymphs 2. Fragrance 3. Bittersweet 4. Fireflies                                               | |
| Piano       | 127  | 1917                   | 3 Miniature Pastorals, Set 1                                                                                                   | |
| Piano       | 128  | 1917                   | Fairy Tale 1. The Princess 2. The Ogre 3. The Spell 4. The Prince                                                              | Svit |
| Sång        | 129  | 1917                   | To You in France | för röst och piano; text av Helen Dircks |
| Sång        | 130  | 1918                   | So Early in the Morning, O | för hög röst och piano; text av James Stephens |
| Sång        | 131  | 1918                   | Mantle of Blue | för röst och piano eller orkester; text av Padraic Colum |
| Sång        | 132  | 1918                   | Blow Out, You Bugles | för tenor och orkester, eller piano med trumpet ad lib; text av Rupert Brooke |
| Kammarmusik | 133  | 1918                   | Morning Song | för cello och piano |
| Piano       | 134  | 1918                   | 3 Improvisations 1. At Dawn 2. A Vigil 3. A Revel                                                                              | för piano vänster hand; skriven för pianisten Douglas Fox, som förlorat höger arm i första världskriget;                                                                         |
| Kör         | 135  | 1918                   | A Litany | för damkör med orgel ad lib.; text av Phineas Fletcher |
| Sång        | 136  | 1918                   | The Last Invocation | för röst och piano; text av Walt Whitman |
| Kör         | 137  | 1918                   | Sister, Awake | för damkör (sopraner) och piano; text av Thomas Bateson |
| Sång        | 138  | 1918                   | Lay a Garland on My Hearse | för tvåstämmig kanon med piano; text av Beaumont och Fletcher |
| Orgel       | 139  | 1918                   | Lento (In Memoriam C.H.H.P.)                                                                                                   | ursprungligen skriven till begravningen av Hubert Parry |
| Kör         | 140  | 1916/1918              | A Prayer | för blandad kör och orkester; text av Thomas a Kempis |
| Sång        | 141  | 1918                   | 3 variationer över "Cadet Rousselle"                                                                                           | för röst och piano |
| Orkester    | 141  | 1918                   | 3 Variations on "Cadet Rousselle"                                                                                              | version för orkester; originalet för röst och piano |
| Sång        | 142  | 1919                   | When You Are Old | för hög röst och piano; text av William Butler Yeats |
| Sång        | 143  | 1919                   | Into Her Keeping | för röst och piano; text av Henry Dawson Lowry |
| Kör         | 144  | 1919                   | Lantido Dilly | för damkör och piano; anonym text (1600-talet) |
| Sång        | 145  | 1919                   | What Shall I Your True Love Tell?                                                                                              | för röst och piano; text av Francis Thompson |
| Sång        | 146  | 1919                   | 'Tis But a Week | för röst och piano; text av Gerald Gould |
| Piano       | 147  | c.1919                 | The Turtle's Retort | One-step för piano ursprungligen publicerad under pseudonymen John L. More |
| Piano       | 148  | 1919–20                | The Hour Glass 1. Dusk 2. The Dew Fairy 3. The Midnight Tide                                                                   | Svit |
| Piano       | 149  | 1921                   | 3 Miniature Pastorals, Set 2                                                                                                   | |
| Piano       | 150  | 1921                   | 3 Miniature Pastorals, Set 3                                                                                                   | |
| Piano       | 151  | 1921                   | Threads: 2 Intermezzi 1. Andante molto moderato 2. Tempo di valse                                                              | skådespelsmusik till pjäsen av Frank Stayton; orkestrerad 1938 |
| Scenmusik   | 151  | 1921/1938              | Threads: 2 Intermezzi 1. Andante molto moderato 2. Tempo di valse                                                              | skådespelsmusik till pjäsen av Frank Strayton; originalet för piano |
| Piano       | 152  | 1921                   | In the Shop, balett | för piano fyrhändigt |
| Kör         | 153  | 1922                   | Golden Slumbers | för damkör a cappella; text av Thomas Dekker |
| Kör         | 154  | 1922                   | Hence care | för damkör a cappella; anonym text (1595) |
| Kammarmusik | 155  | 1922                   | Sir Roger de Coverley: A Christmas Dance                                                                                       | för 2 violiner, viola och cello |
| Orkester    | 155  | 1922                   | Sir Roger de Coverley: A Christmas Dance                                                                                       | version för stor orkester; originalet för 2 violiner, viola och cello |
| Orkester    | 155  | 1922/1938              | Sir Roger de Coverley: A Christmas Dance                                                                                       | version för stråkorkester; originalet för 2 violiner, viola och cello |
| Kör         | 156  | 1922                   | The Fairy Ring | för damkör med piano ad lib; anonym text |
| Kör         | 157  | 1922                   | A Spring Song | för unison kör och piano eller stråkorkester; text av Mary Howitt |
| Kör         | 158  | 1922/1924              | Pan's Holiday | för damkör och piano (1922) eller stråkorkester (1924); text av James Shirley |
| Kör         | 159  | 1922                   | Evening Primrose | för damkör och piano; text av John Clare |
| Piano       | 160  | 1921–24                | Sonata | skisser daterade 1921–22 |
| Piano       | 161  | 1921–24 1921 1922 1924 | 3 Lyrics 1. Heart's Ease 2. Dainty Rogue 3. The Hedgerow                                                                       | |
| Kammarmusik | 161a | 1921                   | Heart's Ease | för violin och piano; originalet för piano |
| Piano       | 162  | 1924                   | In Autumn 1. Retrospect 2. Through the Eaves                                                                                   | |
| Kammarmusik | 163  | 1925                   | The Pneu World | för cello och piano; parodi på inledningstakterna till The Star-Spangled Banner                                                                                                  |
| Sång        | 164  | 1922–25 1922 1924 1925 | 3 Songs of Rabindranath Tagore 1. Day after Day 2. Speak to Me My Love 3. Dweller in My Deathless Dreams                       | för röst och piano eller orkester; text av Rabindranath Tagore |
| Sång        | 165  | 1925                   | Golden Hair | för röst och piano; text av James Joyce |
| Piano       | 166  | 1925                   | Vignettes de Marseille 1. Carmelita 2. Nicolette 3. Zoraida 4. En fête                                                         | tre satser också orkestrerade som Vignettes de Danse |
| Orkester    | 166  | 1925/1938              | Vignettes de Danse 1. Nicolette 2. Zoraida 3. Carmelita                                                                        | 1938 orkestrering av 3 satser ur Vignettes de Marseille för piano |
| Sång        | 167  | 1925                   | Journey's End | för tenor eller baryton och piano; text av Humbert Wolfe |
| Piano       | 168  | 1925                   | Winter Pastoral | |
| Piano       | 169  | 1926                   | Canzonetta (Happy South) | även orkestrerad |
| Orkester    | 169  | 1926                   | Canzonetta (Happy South) | för liten orkester; original för piano |
| Piano       | 170  | 1926                   | Graziella | |
| Piano       | 171  | 1926                   | A Dedication | |
| Piano       | 172  | c.1926                 | Hidden Fires | |
| Orkester    | 173  | 1927                   | There Is a Willow Grows Aslant a Brook                                                                                         | för liten orkester; titeln tagen från Akt IV av William Shakespeares Hamlet; Benjamin Britten transkriberat verk för viola och piano                                             |
| Orkester    | 174  | 1926–27                | Enter Spring | Rapsodi (symfonisk dikt) |
| Kammarmusik | 175  | 1925–27                | Stråkkvartett nr 3 | för 2 violiner, viola och cello |
| Kammarmusik | 176  | 1928                   | Rhapsody Trio | för 2 violiner och viola |
| Piano       | 177  | 1928                   | Gargoyle | |
| Kammarmusik | 178  | 1928–29                | Pianotrio nr 2 | för violin, cello och piano |
| Opera       | 179  | 1909–29                | The Christmas Rose | Opera för barn i 3 scener; libretto av Margaret Kemp-Welch och Constance Cotterell                                                                                               |
| Konsert     | 180  | 1929–30                | Oration, Concerto Elegiaco | för cello och orkester |
| Piano       | 181  | 1931                   | Todessehnsucht (Come Sweet Death)                                                                                              | |
| Piano       | 181  | 1931/1936              | Todessehnsucht (Come Sweet Death)                                                                                              | version för stråkorkester; original för piano |
| Konsert     | 182  | 1931                   | Phantasm, Rhapsody | för piano och orkester |
| Kammarmusik | 183  | 1932                   | Sonata | för violin och piano |
| Orkester    | 184  | 1934                   | A Royal Night of Variety | Epilog för orkester |
| Kammarmusik | 185  | 1934                   | A Merry, Merry Xmas | för oboe, klarinett, trombon och piano |
| Kammarmusik | 186  | c.1935–36              | Sonata | för viola och piano; ofullbordad, endast skisser |
| Kammarmusik | 187  | c.1936                 | Movement för String Quartet | för 2 violiner, viola och cello |
| Kammarmusik | 188  | 1937                   | String Quartet No. 4 | för 2 violiner, viola och cello |
| Kammarmusik | 189  | 1934–38 1937 1938      | Divertimenti 1. Prelude 2. Nocturne 3. Scherzetto 4. Bagatelle                                                                 | för flöjt, oboe, klarinett och fagott; första versionen daterad 1934 |
| Orgel       | 190  | 1939                   | 3 Pieces 1. Prelude 2. Minuet 3. Processional                                                                                  | |
| Orkester    | 191  | 1940                   | Rebus | Overtyr |
| Orkester    | 192  | 1940–41                | Allegro moderato | fragment av en symfoni för stråkorkester |